# Скарперия
Скарперия (итал. Scarperia) — упразднённая коммуна в Италии, располагалась в регионе Тоскана, в провинции Флоренция.

## Описание
Население составляло 7438 человек (2008 г.), плотность населения — 96 чел./км². Занимала площадь 79 км². Почтовый индекс — 50038. Телефонный код — 055.
Покровителями коммуны почитаются святые апостолы Иаков Старший и Филипп, празднование 3 мая.
По итогам референдума, прошедшего 6—7 октября 2013 года, с 1 января 2014 года коммуны Скарперия и Сан-Пьеро-а-Сьеве объединены в новую коммуну Скарперия-э-Сан-Пьеро.

## Демография
Динамика населения:

## Администрация коммуны
- Официальный сайт: http://www.comune.scarperia.fi.it/ Архивная копия от 20 июля 2011 на Wayback Machine